# Charles Fremont Pond

Charles Fremont Pond

Charles Fremont Pond (* 1856 in Connecticut; † 1929 in Berkeley) war ein US-amerikanischer Marineoffizier.

## Leben und Wirken
Charles Fremont Pond begann am 12. Juni 1872 seine Ausbildung an der United States Naval Academy in Annapolis. Nach deren Abschluss am 20. Juni 1876 diente er 1877/1878 auf der Tuscarora. Am 22. Juli 1878 wurde Pond zum Ensign befördert. Von 1879 bis 1883 verrichtete er seinen Dienst an Bord des Dampfschiffes Hassler der Konföderierten Staaten. Von 1883 bis 1884 arbeitete Pond für das United States Hydrographic Office. Es folgten 1884 ein Einsatz auf der Hartford und von 1885 bis 1886 an Bord der Wachusett. Am 2. Oktober 1885 wurde Pond zum Lieutenant Junior Grade befördert. Er versah seinen Dienst für das United States Department of the Navy im Mare Island Naval Shipyard. Von 1887 bis 1890 diente er auf der Ranger. Seine Beförderung zum Lieutenant erfolgte am 19. Mai 1891. Von Dezember 1890 bis 1894 war Pond erneut für das Mare Island Naval Shipyard tätig. Im April 1894 wurde er auf die Alert befohlen. Daran anschließend arbeitete er vom Juni 1897 an im
New York Navy Yard in New York City. Im April 1897 wurde Pond auf die Venezuela und im Mai 1898 auf die Panther abkommandiert. Am 11. April 1898 wurde ihm das Kommando der Iroquois übertragen. Die Beförderung zum Lieutenant-Commander erfolgte am 1. Juli 1899, seit 1912 war Pond Konteradmiral. 1918 trat er in den Ruhestand.
1880 heiratete Pond die Malerin Emma McHenry Keith (1857–1934).

## Ehrungen
Während der Vermessung der Küste und der Inseln von Baja California mit der USS Ranger sammelte Pond zahlreiche Pflanzen, die er an seinen Freund, den US-amerikanischen Botaniker Edward Lee Greene, schickte. Greene benannte ihm zu Ehren die Kakteenart Mammillaria pondii.

## Nachweise